# Senedž
Senedž byl možná faraon 2. dynastie. Jeho jméno se objevuje v různých podobách v Abydoském královském seznamu, Turínském královském papyru a Sakkárském královském seznamu.
Podle Turínského královské papyru vládl 70 let, zatímco podle historika Manehta 41 let.

## Identita
Jeho Horovo jméno zůstává neznámé. Nápis na nepravých dveřích v Sakkáře by mohl naznačovat, že Senedž je totožný s faraonem Peribsenem. Jiné zdroje poukazují na to, že na nepravých dveřích jsou jména obou panovníků striktně oddělena.

## Hrobka
Není známo, kde byl pohřben. Anglický egyptolog Toby Wilkinson se domnívá, že mohl být pohřben poblíž Džoserovy pyramidy v Sakkáře.